# Targa Florio 1923

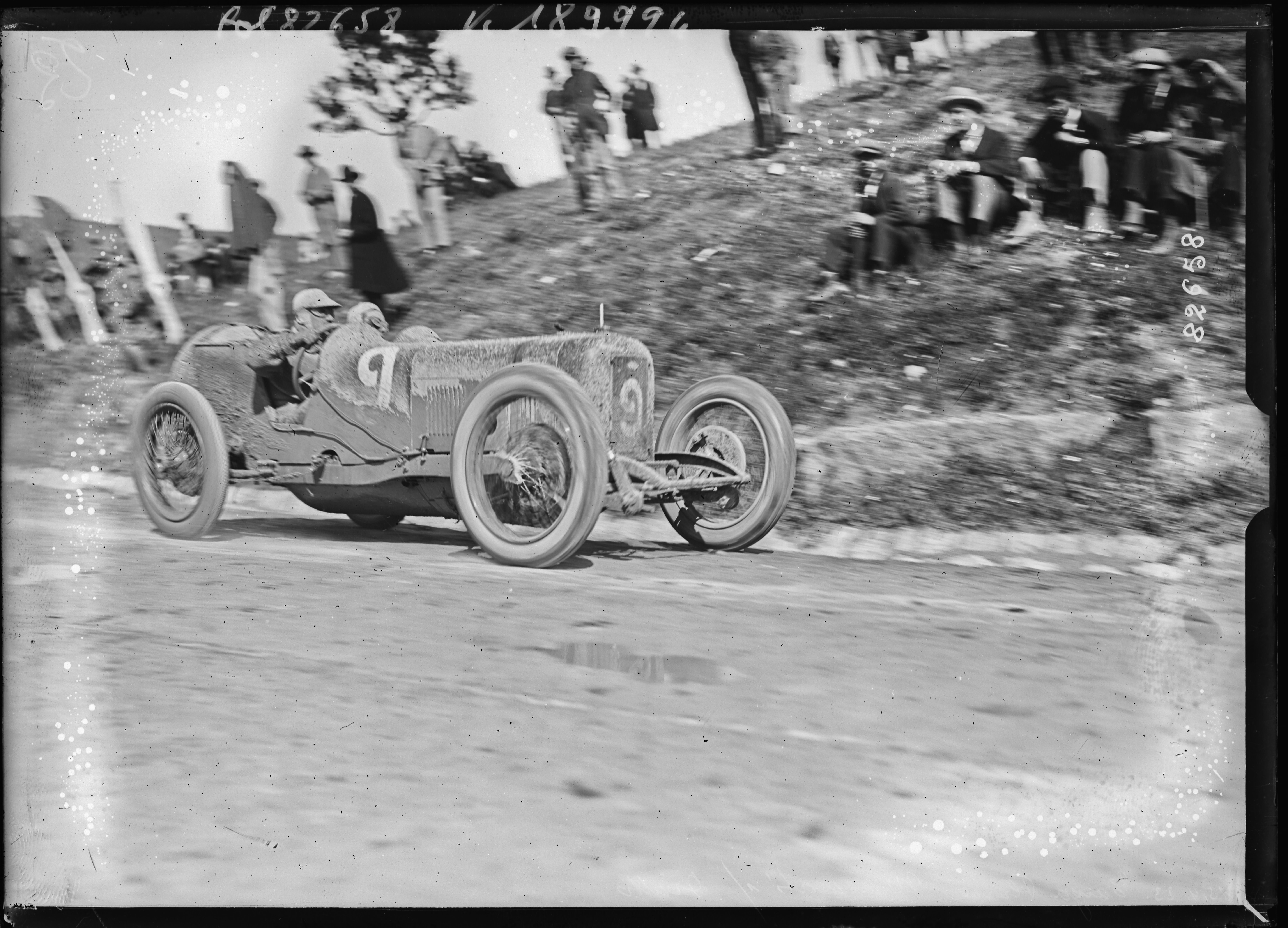
Alfieri Maserati im Diatto 3.0

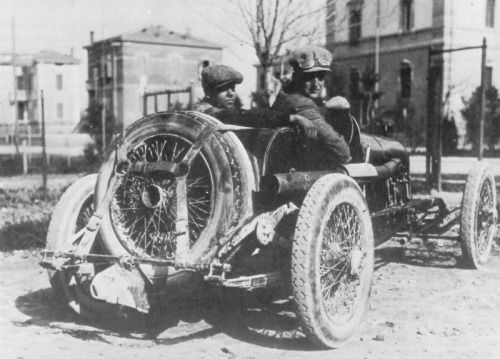
Enzo Ferrari und Giulio Ramponi beim Einparken ihres Alfa Romeo RLS/3.2

Die 14. Targa Florio, auch XIV Targa Florio, war ein Straßenrennen auf Sizilien und fand am 15. April 1923 statt.

## Das Rennen

### Teams, Hersteller und Fahrer
Auf das spannende und mit 42 Startern stark besetzte Rennen 1922 folgte 1923 bei den Veranstaltern Ernüchterung. Die Offiziellen um Vincenzo Florio hatten auch für dieses Jahr großes Interesse internationaler Hersteller erhofft, am Renntag stellten sich aber nur 17 Fahrzeuge zum Start auf. Es war ein Intervallstart, bei dem die Wagen im Abstand von drei Minuten ins Rennen gingen. Divergierende Starterfelder waren in den 1920er-Jahren jedoch die Regel. Selbst bei Herstellern mit Rennabteilungen waren langfristige Planungen eine Seltenheit, da es kaum Rennserien gab, die eine solche notwendig gemacht hätten. Neben der Verfügbarkeit von Rennwagen hing die Teilnahme an Rennveranstaltungen vor allem von der finanziellen Ausgestaltung der Abteilungen ab. Private Teams wurden von vermögenden Herrenfahrern unterhalten, die ihre Meldungen dann nach Lust und Laune abgaben. Für den Sportwagensport war 1923 dennoch ein bedeutendes Jahr. Georges Durand, Charles Faroux und Emile Coquille veranstalteten das erste 24-Stunden-Rennen von Le Mans. 
Alfa Romeo verdankt der Targa Florio 1923 eines seiner wichtigsten Markenzeichen, das Quadrifoglio Verde. Den Technikern von Alfa Romeo war es innerhalb eines Jahres gelungen, aus dem Alfa Romeo RLS einen passablen Rennwagen zu machen. Fünf RLS, mit 3,0- und 3,2-Liter-Sechszylindermotoren, meldete die Rennabteilung für die Werksfahrer Giuseppe Campari, Antonio Ascari, Enzo Ferrari, Ugo Sivocci und für den Herrenfahrer Giulio Masetti. Masetti, der populärste Rennfahrer Siziliens, hatte als Privatfahrer die letzten beiden Targas gewonnen und erhielt als Anerkennung seiner Leistungen den fünften Werkswagen. Das Quadrifoglio Verde, ein grünes vierblättriges Kleeblatt auf weißer Raute, geht auf eine Idee Ugo Sivoccis zurück, der dieses Symbol als Glücksbringer auf den vier Werkswagen anbringen ließ. Die Ecken der Rauten symbolisierten die vier Werksfahrer Sivocci, Ascari, Ferrari und Campari. Da Giulio Masetti kein Werksfahrer war, trug sein Rennwagen keinen Glücksbringer. 
Fiat, der große Konkurrent von Alfa Romeo, verzichtete auf ein werksseitiges Antreten, um sich ganz auf die Grand-Prix-Rennen konzentrieren zu können. Die am Renntag erschienenen Fiats wurden allesamt von Privatfahrern gesteuert. Während das Fernbleiben der Fiat-Werksmannschaft erwartet wurde, kam die Teilnahme von Diatto überraschend. Das Turiner Unternehmen, das von finanziellen Turbulenzen betroffen war, kam mit zwei Wagen nach Palermo, einem 2-Liter-Wagen für Martino Modò und einem 3-Liter-Fahrzeug für Alfieri Maserati, der als Konstrukteur bei Diatto arbeitete. 
Aus Frankreich war André Boillot, der Targa-Florio-Sieger des Jahres 1919, mit einem Werks-Peugeot 174 angereist und zum zweiten Mal nach 1922 beteiligte sich das österreichische Steyr-Team am Rennen. Als Fahrer wurden Hermann Rützler sowie die beiden Italiener Gastone Brilli-Peri und Ferdinando Minoia nominiert.

### Der Rennverlauf
Wie im Vorjahr fiel die Entscheidung über den Rennsieger in einem dramatischen Finale. Dem führenden Alfa-Romeo-Piloten Antonio Ascari ging wenige hundert Meter vor der Ziellinie der Treibstoff aus. Da dies in Sichtweite der Boxenanlagen geschah, machten sich zwei Mechaniker mit gefüllten Benzinkanistern auf den Weg zu Ascaris Wagen. Der Motor des RLS/3.2 erhielt rasch neuen Treibstoff und Ascari konnte als vermeintlicher Sieger die Ziellinie überfahren. Dass er die beiden Mechaniker im Auto mitfahren ließ, entsprach aber nicht dem Reglement. Es drohte die Disqualifikation. Um ihr zu entgehen, wurde Ascari angeboten, zur Stelle des Nachtankens zurückzufahren, dort zu wenden und danach die Ziellinie erneut anzusteuern. Bei der Fahrt zur Nachtankstelle kam ihm bereits sein Teamkollege Ugo Sivocci entgegen, der durch die erwähnten Vorgänge einen Rückstand zu einem knapp zweiminütigen Vorsprung machen konnte und dadurch das Rennen gewann. Für Alfa Romeo war es der erste Sieg bei einem internationalen Autorennen. Seine fahrerische Klasse zeigte Ferdinando Minoia, der 18 Minuten hinter dem Sieger im unhandlichen Steyr als Gesamtdritter ins Ziel kam und dabei Giulio Masetti im Alfa Romeo hinter sich ließ.

## Ergebnisse

### Schlussklassement
| 1           | Sportiva 4.5 | 13 | Accomandita Ing. Nicola Romeo & Co         | Ugo Sivocci         | Alfa Romeo RLS/3.2            | 7:18:00,200 |
| 2           | Sportiva 3.0 | 10 | Accomandita Ing. Nicola Romeo & Co         | Antonio Ascari      | Alfa Romeo RLS/3.0            | 7:20:52,400 |
| 3           | Sportiva 3.0 | 6  | Österreichische Waffenfabriks-Gesellschaft | Ferdinando Minoia   | Steyr 3.0 Sport               | 7:32:40,400 |
| 4           | Sportiva 3.0 | 11 | Accomandita Ing. Nicola Romeo & Co         | Giulio Masetti      | Alfa Romeo RLS/3.0            | 7:35:04,600 |
| 5           | Sportiva 4.5 | 16 | Antonio Becchi                             | Antonio Becchi      | Nazzaro Grand Prix Tipo 5/4.4 | 8:01:05,000 |
| 6           | Sportiva 1.5 | 5  | Giuseppe De Seta                           | Giuseppe De Seta    | Fiat 501S/1.5                 | 8:51:54,000 |
| 7           | Sportiva 3.0 | 12 |                                            | Bodenik             | Chenard & Walcker/3.0         | 9:00:22,000 |
| 8           | Sportiva 1.5 | 4  | Ettore Lenti                               | Ettore Lenti        | Bugatti 22/1.5                | 9:06:38,600 |
| 9           | Sportiva 2.0 | 7  | SA Autocostruzioni Diatto                  | Martino Modò        | Diatto 20S/2.0                | 9:26:12,000 |
| Ausgefallen |              |    |                                            |                     |                               |             |
| 10          | Sportiva 1.5 | 2  | Domenico Antonelli                         | Domenico Antonelli  | Bugatti 22/1.5                |             |
| 11          | Sportiva 1.5 | 3  | Emilio Milio                               | Emilio Milio        | Fiat 501S/1.5                 |             |
| 12          | Sportiva 3.0 | 8  | Accomandita Ing. Nicola Romeo & Co         | Giuseppe Campari    | Alfa Romeo RLS/3.0            |             |
| 13          | Sportiva 3.0 | 9  | SA Autocostruzioni Diatto                  | Alfieri Maserati    | Diatto 3.0                    |             |
| 14          | Sportiva 4.5 | 15 | Österreichische Waffenfabriks-Gesellschaft | Gastone Brilli-Peri | Steyr 3.3 Sport               |             |
| 15          | Sportiva 4.5 | 14 | Accomandita Ing. Nicola Romeo & Co         | Enzo Ferrari        | Alfa Romeo RLS/3.2            |             |
| 16          | Sportiva 4.5 | 17 | Société des Automobiles et Cycles Peugeot  | André Boillot       | Peugeot 174S/3.8              |             |
| 17          | Sportiva 4.5 | 19 | Österreichische Waffenfabriks-Gesellschaft | Hermann Rützler     | Steyr 3.3 Sport               |             |

### Nur in der Meldeliste
Hier finden sich Teams, Fahrer und Fahrzeuge, die ursprünglich für das Rennen gemeldet waren, aber nicht daran teilnahmen.
| Pos. | Klasse       | Nr. | Team                                       | Fahrer         | Chassis         |
| ---- | ------------ | --- | ------------------------------------------ | -------------- | --------------- |
| 18   | Sportiva 4.5 | 18  | Österreichische Waffenfabriks-Gesellschaft | Johann Siercke | Steyr 3.3 Sport |

### Klassensieger
| Klasse       | Fahrer           | Fahrzeug           | Platzierung im Gesamtklassement |
| ------------ | ---------------- | ------------------ | ------------------------------- |
| Sportiva 4.5 | Ugo Sivocci      | Alfa Romeo RLS/3.2 | Gesamtsieg                      |
| Sportiva 3.0 | Antonio Ascari   | Alfa Romeo RLS/3.0 | Rang 2                          |
| Sportiva 2.0 | Martino Modò     | Diatto 20S/2.0     | Rang 8                          |
| Sportiva 1.5 | Giuseppe De Seta | Fiat 501S/1.5      | Rang 6                          |

### Renndaten
- Gemeldet: 18
- Gestartet: 17
- Gewertet: 9
- Rennklassen: 4
- Zuschauer: unbekannt
- Wetter am Renntag: warm und trocken
- Streckenlänge: 108,000 km
- Fahrzeit des Siegerteams: 7:18:00,200 Stunden
- Gesamtrunden des Siegerteams: 4
- Gesamtdistanz des Siegerteams: 432,000 km
- Siegerschnitt: 59,177 km/h
- Schnellste Trainingszeit: keine
- Schnellste Rennrunde: Antonio Ascari – Alfa Romeo RLS/3.0 (#10) – 1:41:10,800 = 64,044 km/h
- Rennserie: zählte zu keiner Rennserie